# Лагоріо Лев Феліксович
Лагоріо Лев Феліксович (9 грудня 1826 — 17 листопада 1905) — відомий український художник-мариніст. Перший учень Айвазовського, його підмайстер, представник кімерійської школи живопису.

## Біографія
Лев Феліксович народився у Феодосії в родині неаполітанського віце-консула. Рано виявивши здібності і потяг до малювання, в 1839—1840 рр. потрапив до майстерні І. К. Айвазовського (1817—1900).
У 1843 році О. І. Казначеєв, таврійський губернатор привіз художника-початківця до Петербургу, де Лагоріо поступив до петербурзької Академії мистецтв у пейзажний клас до М. Н. Воробйова. Одночасно Лагоріо вправлявся у А. І. Зауервейда, а пізніше у Б. П. Віллевальде. Юнака особливо захоплювало зображення моря. З метою вдосконалення майстерності мариніста в 1845 році Лагоріо здійснив подорож на військовому фрегаті «Грозящий», а рік по тому на власному човні плавав по Фінській затоці.
У 1850 році Лагоріо закінчив Академію мистецтв з великою золотою медаллю і званням класного художника I ступеня, що давало право на пенсіонерську поїздку за кордон. Але спочатку художник був відправлений на Кавказ «для написания тамошних видов». Гори Кавказу назавжди полонили Лагоріо. Згодом він неодноразово буде приїжджати на Кавказ. Кавказькі види Лагоріо відрізняються глибоким вивченням натури і інтересом до ефектів освітлення. Особливо захоплював молодого художника мотив контрастності густої тіні і яскравого світіння гірського пасма в променях сонця, що залишається за межами картини. Подібний мотив, властивий багатьом російським художникам середини XIX ст., безсумнівно, виник під впливом знаменитої картини І. К. Айвазовського «Дев'ятий вал», де пафос боротьби людей за виживання підкреслюється справжнім гімном сонцю. Однак, на відміну від Айвазовського, який писав свої феєричні заходи й сходи сонця по пам'яті, інші російські художники, і в тому числі Лагоріо, створювали картини по ретельних етюдах з натури, що виключало зображення яскравого сліпучого світла, але через це часто робило картини більш правдоподібними. До мотиву контрастності світла і тіні Лагоріо звертався і пізніше. Таким є етюд «Ущелина в горах» (1873).
З 1853 по 1860 рік Лагоріо перебував за кордоном в пенсіонерській поїздці, звідки привіз близько 30 картин. «За особенное искусство и познания в художествах» и за картины «Фонтан Аннибала в Рокка-ди-Папа близ Рима», «Вид Капо-ди-Монте в Сорренто», «Вид Понтийских болот», минаючи звання академіка, Лагоріо отримав звання профессора пейзажного живопису.
Багато російських пейзажистів, що знаходилися в Італії в середині XIX ст., часто наслідували творчості Сильвестра Щедрина (1791—1830), працюючи в тих місцях і часто з тих же точок, що і попередник, оскільки саме такі види добре сприймалися в стінах Академії мистецтв. На відміну від них, Лагоріо завжди намагався знайти образ Італії, що не нагадує відомі до того часу картини Щедрина. Саме тому у нього переважають види затишних куточків природи, садки, дикі скелі, каплиці, крихітні водойми серед високих і гнітючих своєю міццю гір. Навіть якщо художник зображував відомі місця Італії або ж будинки місцевих жителів, він намагався показати їх з несподіваних сторін, намагаючись надати пейзажу цікавість і новизну. Цим і цікава картина «Околиці Неаполя з видом на Везувій» (1860).
В італійських видах проявився той особливий неповторний почерк Лагоріо, якому він буде слідувати потім майже все життя. Для художника не було другорядних, нічого не значущих деталей, які інші художники могли опустити. У Лагоріо все написано точно до найдрібніших деталей. На деревах, особливо улюблених художником пініях, виписано дрібні листочки. Кам'яну кладку показано детально до вибоїн. Берегові стрімчаки завжди «фотографічні» аж до розломів. А неаполітанські будинки на картині «Околиці Неаполя з видом на Везувій» занадто впізнавані, тоді як насправді їх навряд чи настільки чітко видно з гори.
Глибоке визнання художника Академією мистецтв зробило його популярним в колах столичної знаті. В 1861—1863 рр. він відправився на Кавказ у свиті великого князя Михайла Миколайовича. За участь у військових діях проти горців Лагоріо був нагороджений орденом св. Анни III ступеня з мечами.
Для живопису Лагоріо 1860-х років характерний інтерес до яскравих ефектів сонячного освітлення, що продовжувало традиції пізнього романтизму. Лише на початку 1870-х років настав перелом: художника перестають захоплювати зовні ефектні, сонячні пейзажі, зате з'являються «мужні» теми бурі або аварії корабля на морі або ж барвисто монотонні, але витончені місячні ночі. Змінюється і палітра: фарби стають холоднуватими, за що критики називають їх «вицвілими», але тепер у відсутності помітності художник знаходить більше природності, ніж в ефектах яскравого освітлення. Навіть кавказькі види Лагоріо тепер воліє показувати при неяскравому сонячному світлі, що втрачається у серпанку.
З 1870-х років однією з найчастіших у творчості Лагоріо стає тема Криму. В Судаку він мав майстерню, куди щоліта виїжджав на етюди. Для російських художників останньої третини XIX ст. Крим став Меккою, замінивши собою колись жадану, але далеку Італію, куди посилали пенсіонерами тільки найкращих учнів Академії мистецтв. Причому якщо побувати за кордоном за казенний рахунок могли тільки найздібніші майстри, які закінчили Академію як класні художники першого ступеня, то до Криму на етюди їздили незалежно від рівня майстерності. Однак дуже небагатьом художникам вдалося передати неповторний кримський дух.
Як і багато російських художників, брав участь як кореспондент в російсько-турецькій війні 1877—1878 рр. Свої враження висловив в полотнах, які закарбували епізоди цієї трагіко-драматичної для будь-якого художника події.
Багато картин художника дійшли до нас без авторських назв. Між тим кримські пейзажі Лагоріо завжди конкретні: вони зображують добре знайомі пам'ятки, а відсутність назв зайвий раз підкреслює їх популярність: митець не вважав за необхідне спеціально вказувати місце — глядачі і так повинні були його знати.
Такий, наприклад, «Вид на кримський берег» (1887), що виставлявся на аукціоні Christie's. Лагоріо зобразив найвідомішу пам'ятку Сімеїзу — скелі Чернець, Диву і Кішку.
В 1880-1890-ті роки Лагоріо написав серію картин, що зображують міста Криму, а також Кавказу і Константинополя з боку рейду в штиль. Багато картин цієї серії об'єднані як близькими розмірами полотен, так і схожими ефектами і манерою виконання. Художника приваблювало бліде ранкове освітлення, що створює несподівані, часом ледь вловимі ефекти на зразок сонячного променя, що випадково прорвався крізь туман. З іншого боку, Лагоріо, безсумнівно, прагнув написати велику галерею приморських міст. Подібні картини користувалися успіхом у багатьох замовників, які будували собі палаци та дачі в різних куточках узбережжя і що заходили на своїх яхтах в чорноморські порти. Кораблі, що стоять на рейді, будинки, що ховаються в серпанку біля підніжжя гір, затишні і гостинні бухти виглядали нерукотворними візитними картками чорноморських міст. До числа таких картин відноситься «Морський пейзаж. Вид на Лівадію»(інші картини серії, що зберігаються в державних музеях Росії та України, — «Алушта», "Золотий Ріг"та ін.).
Починаючи з 1880-х років Лагоріо багато працював аквареллю. Подібне захоплення було пов'язано, з одного боку, з розумінням цінності етюду як самостійного твору, до чого прийшли багато художників після того, як на XIII пересувній виставці в 1885 р. В. Д. Полєнов показав велику серію палестинських етюдів. З іншого боку, з 1880 р щорічно проводились виставки Гуртка російських акварелістів (з 1887 р — Товариство російських акварелістів), дійсним членом якого був Лагоріо, що стимулювало його роботу в цій техніці.

## Про творчість
Акварелі Лагоріо відрізняються високим рівнем майстерності і ретельністю в опрацюванні деталей, а також нерідко барвистою монотонністю. У більшості випадків вони виглядали лише побіжними начерками, написаними за один день, але точно передавали розташування берега, кораблів, скель і стан морської поверхні. Блідість тону, умовність колориту і деталей змушує припустити, що майже всі акварелі Лагоріо були підготовчими етюдами. Інша справа, що не всі з них він втілив в картини. Такі, наприклад, акварелі «Морський пейзаж з вітрильником» (1886), що пропонувався на аукціоні Альфа-Арт в 1994 р., а також «Кримський пейзаж» (1884) (аукціон Буковскі).
Якщо акварелі Лагоріо часто страждали умовностями, то в його картинах поряд з ретельним малюнком і лаконічним сюжетом «скрізь була присутня ніжна одухотворена поезія». Так і в картині «Фінляндських шхерах» дивує майстерність художника в зображенні настільки улюбленої ним легкої «зморшкуватості» дзеркальної водної гладі.
Не менш поетична картина «Вид Лахті». Сріблясті умиротворені води затоки, зчеплені вітрильники, що стоять на рейді, блискуча тоненька сонячна смужка на горизонті, щільно затягнуте хмарами небо — всі ці нехитрі і типові деталі північної природи майстерно об'єднані художником в єдиний ансамбль, що створює піднесений настрій, що пестить душу.
Однією з головних тем як акварелей, так і станкових картин художника залишався Крим. Лагоріо чуйно реагував на будівництво особняків і появу нових популярних місць півострова. Так, у двох акварелях, відтворених на відкритих листах, Лагоріо зобразив знамените Ластівчине гніздо. На листівці «Ластівчине гніздо в Криму біля Ай-Тодора» (1901) показано напіврозвалену будову, тому що до початку ХХ ст. дерев'яна дача, побудована на прямовисній скелі для генерала, важко пораненого в російсько-турецькій війні 1877—1878 рр., прийшла в запустіння. У 1902—1903 рр. дача, по всій видимості, в третій раз поміняла власника. Новою господинею Ластівчиного гнізда стала москвичка Рахманова. В цей час дача оновлюється: стає невинно білою з червоним дахом, що і показано на акварелі Лагоріо. Художник, безсумнівно, вважав своїм обов'язком закарбувати цю перлину кримського узбережжя. Адже із спорудою будиночка на прямовисній скелі Крим остаточно ставав мрією, російським повторенням далекої, але бажаної багатьма російськими художниками Італії. Дійсно, саме в Сорренто Лагоріо бачив знаменитий будинок Торквато Тассо, побудований на прямовисній скелі. А тепер і в Криму була подібна споруда.
В останні п'ять років життя Лагоріо більше працював аквареллю, ніж олією: давався взнаки вік. Звикнувши одного разу до ретельної і довгої роботи над картинами, він все рідше звертався до «довгої» олії, воліючи «швидку» акварель тому, що йому хотілося закарбувати все нові і нові морські мотиви. Тим більш несподіваною здається картина Лагоріо «Новий світ» (1903), показана на XI виставці Товариства петербурзьких художників. Картина стала одним з останніх шедеврів художника. Величні гори, оповиті прозорою повітряної пеленою, підносяться над штильною блакиттю моря, створюють ефект справжнього царства дикої, чи не підкореної людиною природи і одночасно затишного будинку для людини. Невипадково генуезці називали цю місцевість «Парадиз» («Рай»). На початку ХХ ст. селище отримало назву Новий Світ.
Популярність Лагоріо, однак, не приводила його до матеріального достатку. Художник неодноразово звертався з проханнями про видачу йому грошових авансів в рахунок майбутніх картин, а також для поїздок з «художньою метою». Не можна не відзначити і надзвичайну копіткість Лагоріо в роботі над замовними батальними композиціями: на деякі з них він витрачав кілька років, що явно не сприяло його спроможності.
У 1900 р. Л. Ф. Лагоріо був обраний почесним членом Академії мистецтв — своєрідний знак гідного внеску в російський живопис.
Сучасники високо цінували творчість Лагоріо, що виразилося, наприклад, в одному з некрологів:
|  | М'який "оксамитовий" пензлик Л.Ф. Лагоріо немов якимось чарами переносив на полотно мінливі фарби моря, сизі тони скель і повітряний серпанок далини. Це був справжній поет півдня, південного моря і неба, поет Криму і Кавказу, зображенню яких він з особливою любов'ю присвячував своє дозвілля. |

Помер в 1905 році в Петербурзі.